# Bahamaisch-portugiesische Beziehungen
Die bahamaisch-portugiesischen Beziehungen umfassen das zwischenstaatliche Verhältnis zwischen den Bahamas und Portugal. Mindestens seit 1995 unterhalten sie direkte diplomatischen Beziehungen.
Die Beziehungen sind gut, jedoch schwach ausgeprägt und werden vom bilateralen Handel bestimmt. In Portugal sind die Bahamas vor allem als karibisches Urlaubsziel bekannt.
Es besteht eine gegenseitige Visumfreiheit für bis zu 90 Tage.
Im Jahr 2016 war ein Staatsbürger der Bahamas in Portugal gemeldet, im Distrikt Lissabon. Im Jahr 2009 war eine auf den Bahamas lebende Person im portugiesischen Konsulat in Nassau registriert.

## Geschichte
Die Inseln der heutigen Bahamas wurden 1492 von Christoph Kolumbus für Spanien entdeckt. Gemäß dem Vertrag von Tordesillas fielen die Inseln in die spanische Sphäre, so dass keine Beziehungen zu Portugal entstanden. Seit 1717 waren die Bahamas britische Kolonie, bis zu ihrer Unabhängigkeit 1973.
Im Jahr 1995 akkreditierte sich mit dem portugiesischen Vertreter in Washington, Francisco José Laço Treichler Knopfli, der erste Botschafter Portugals auf den Bahamas. Gegenseitige Botschaften richteten die Länder danach nicht ein, die Bahamas blieben weiter Teil des Amtsbezirks der portugiesischen Botschaft in den USA.

## Diplomatie
Portugal unterhält keine eigene Botschaft auf den Bahamas, die zum Amtsbezirk der portugiesischen Botschaft in der US-Hauptstadt Washington, D.C. gehören. In der bahamaischen Hauptstadt Nassau unterhält Portugal ein Konsulat.
Die Bahamas führen ebenfalls keine eigene Botschaft in Portugal, für das Land ist seine europäische Vertretung in London zuständig. Bahamaische Konsulate sind in Portugal nicht eingerichtet.

## Wirtschaft
Die portugiesische Außenhandelskammer AICEP unterhält keine Niederlassung auf den Bahamas, das AICEP-Büro in New York ist hier zuständig.
Im Jahr 2016 exportierte Portugal Waren im Wert von 2,552 Mio. Euro in die Bahamas (2015: 3,496 Mio.; 2014: 73,029 Mio.; 2013: 0,650 Mio.; 2012: 0,531 Mio.), davon 33,2 % chemisch-pharmazeutische Produkte (vor allem Farben und Lacke), 32,2 % Metallwaren (vor allem Aluminium-Fertigteile), 24,9 % textile Stoffe (vor allem Industrieteppiche und Auslegeware) und 3,6 % Maschinen und Geräte.
Im gleichen Zeitraum führten die Bahamas Güter im Wert von 40.000 Euro nach Portugal aus (2015: 46.000; 2014: 23.00.; 2013: 21.000; 2012: 23.000), davon 81,0 % Metallwaren (vor allem Schrott), 11,1 % Maschinen und Geräte (teils Messgeräte, teils Schrottware), 5,2 % Häute und Leder (vor allem Taschen) und 2,7 % Optik- und Präzisionsgeräte.
Damit standen die Bahamas für den portugiesischen Außenhandel an 137. Stelle unter den Abnehmern und an 165. Stelle unter den Lieferanten, im Außenhandel der Bahamas rangierte Portugal an 78. Stelle als Abnehmer und an 57. Stelle als Lieferant.

## Sport

### Fußball
Bei der FIFA-Beachsoccer-Weltmeisterschaft 2017 auf den Bahamas war Portugal vertreten. Mit dem Gastgeber trafen die portugiesischen Strandfussballer dabei nicht zusammen. Die Bahamas schieden nach der Gruppenphase aus, für Portugal ging das Turnier nach dem Viertelfinale zu Ende.
Die Bahamaische Fußballnationalmannschaft und die Portugiesische Nationalelf sind noch nicht aufeinander getroffen (Stand 2020).

### Basketball
Im Basketball rangieren beide Länder im Mittelfeld. So stand im Frühjahr 2020 die Bahamaische Nationalmannschaft auf Platz 58, die Portugiesische Auswahl auf Platz 61 der FIBA-Weltrangliste (Stand März 2020).
Gelegentlich treten bahamaische Spieler auch für portugiesische Teams an. So spielte der ehemalige US-Profi Mark Dean 2001/02 bei Benfica Lissabon.